# 胡安·德·阿爾卡拉索
胡安·德·阿爾卡拉索（Juan de Alcarazo，?—?），西班牙人，1630年，他接任伐爾得斯擔任西班牙雞籠長官，控制了北台灣雞籠（基隆）港口的行政與軍事。他駐紮地方約是社寮島（今和平島）的「聖救主」（San Salvador）城。該城與淡水長官格司曼所駐紮「聖多明哥城」（位於今紅毛城原址）成犄角之勢。